# Knights of the Cross
Knights of the Cross è l'ottavo album in studio del gruppo musicale power metal tedesco Grave Digger, pubblicato nel 1998 dalla GUN Records

## Tematiche
L'album parla dei cavalieri templari. Il gruppo inoltre dedica la canzone The Curse of Jacques all'ultimo gran maestro dell'ordine Jacques de Molay, uno dei cavalieri dell'ordine più famoso e temuto in tutto l'Oriente del XIV sec.

## Tracce
1. Deus Lo Vult – 2:30
2. Knights of the Cross – 4:37
3. Monks of War – 3:40
4. Heroes of This Time – 4:12
5. Fanatic Assassins – 3:42
6. Lionheart – 4:35
7. The Keeper of the Holy Grail – 5:59
8. Inquisition – 3:49
9. Baphomet – 4:14
10. Over the Sea – 3:53
11. The Curse of Jacques – 4:54
12. The Battle of Bannockburn – 6:40

## Formazione
- Chris Boltendahl - voce
- Uwe Lulis - chitarre
- Jens Becker - basso
- Stefan Arnold - batteria
- Hans Peter "H.P." Katzenburg - tastiere